# Yūzō Fujikawa
Yūzō Fujikawa (Takamatsu, 31 ottobre 1883 – Tokyo, 15 giugno 1935) è stato uno scultore giapponese.
Assistente di Auguste Rodin a Parigi, fu uno dei più grandi scultori giapponesi degli anni venti.